# Precious (musikalbum av Chanté Moore)
Precious är den amerikanska sångaren Chanté Moores debutalbum, utgivet den 29 september 1992 på Silas Records. Moore skrev majoriteten av albumets innehåll tillsammans med sin nye mentor George Duke. Precious är ett R&B-album som även lånar från blues, jazz och pop. De flesta spåren är långsamma quiet stormlåtar som handlar om olika former av förälskelse. Albumet mötte positiv kritik när det släpptes och musikjournalister berömde Moores sångteknik och omskrev albumet som en anmärkningsvärd debut. Silas och MCA bedrev en storskalig marknadsföringskampanj för albumet, vilket omfattade ett flertal spelningar på amerikanska talkshows, konsertspecialen Candlelight and You: Chanté Moore Live på den afroamerikanska TV-kanalen BET, samt en landsomfattande konsertturné med musikgruppen Portrait. 
Precious gick in på plats 101 på amerikanska mainstream-listan Billboard 200 och på plats 20 på förgreningslistan Top R&B/Hip-Hop Albums. Albumet fortsatte att sälja bra och låg 27 veckor på den förstnämnda listan och 61 veckor på R&B-listan. Moore mottog ett guldcertifikat av Recording Industry Association of America (RIAA) den 14 november 1994. Fyra singlar släpptes från albumet. Huvudsingeln "Love's Taken Over" och uppföljaren "It's Alright" blev topp-tjugo hits på R&B-listan Hot R&B/Hip-Hop Songs och några av Moores största listframgångar under karriären. På Silas släppte hon 1994 uppföljaren A Love Supreme och kröntes senare under karriären till "drottning" av R&B-genren quiet storm. I november 2022 framförde Moore ett medley under Soul Train Music Awards för att fira albumets 30-årsjubileum.

## Bakgrund och inspelning

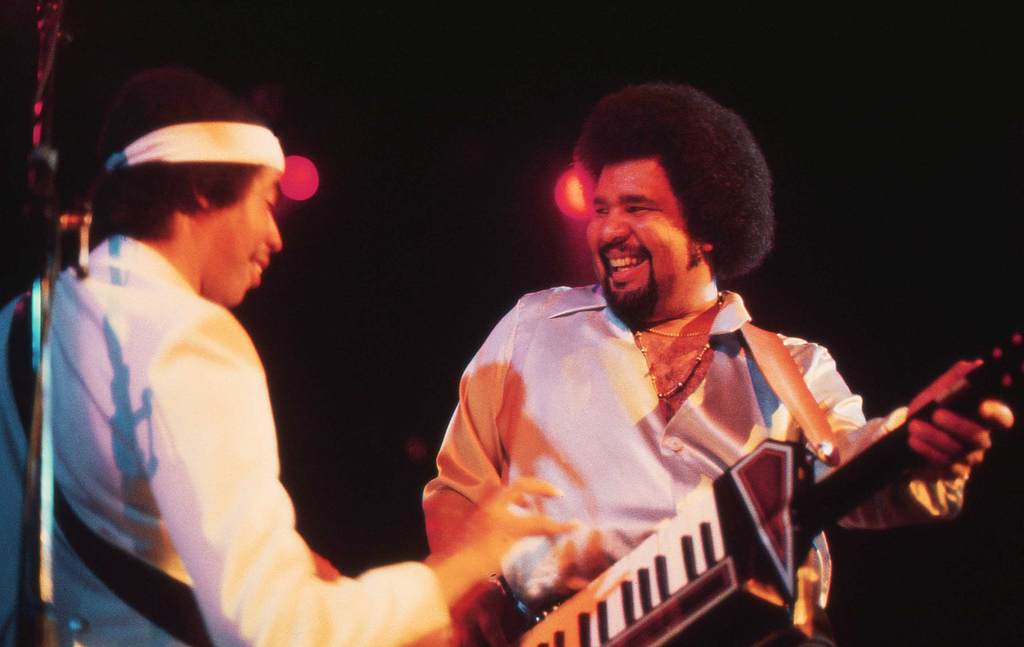
George Duke (till höger) var en av musikerna som bidrog med material till Moores debut.

Den amerikanska sångaren Chanté Moore föddes i San Francisco och växte upp i San Diego i en musikalisk familj. Hennes far var pastor och spelade piano i kyrkan och hennes mor sjöng i kyrkokören. I februari 1991 hörde den amerikanska skivbolagschefen Louil Silas Jr. flera demoinspelningar med Moore. Han hade precis startat sitt nya skivbolag Silas Records som var en avknoppning av det större bolaget MCA Records. Silas bokade ett möte med Moore och hennes manager. Under mötet slogs han av Moores sångteknik, personlighet och karisma och erbjöd henne ett skivkontrakt på plats. Louil Silas förebild som skivbolagschef var Berry Gordy Jr. som under Motown-tiden utvecklade och formade en rad artister, och han ville göra något liknande med Moore.
Silas gav musikern och musikproducenten George Duke uppdraget att ta hand om Moore och jobba med henne på debutalbumet. År 2017 kommenterade Moore det hela: "Det var helt nytt för mig och jag hade ingen aning om vad jag höll på med. Utan George Duke hade jag varit väldigt rädd och jag älskade hur trygg han fick mig att känna mig och vilken skillnad det inneburit för min inspelningsprocess att ha jobbat med honom först." 
Moore skapade majoriteten av albumets innehåll tillsammans med Duke. Silas var nöjd med resultatet och skickade därefter Moore till Chicago för att jobba på albumet med låtskrivaren och producenten Laney Stewart. Senare reste Moore till London för att jobba med den brittiska producenten Simon Law där hon introducerades för Vassal Benford och BeBe Winans som bidrog med en låt var. Moore skrev sju av albumets elva spår. För att göra reklam för Moore och skapa förväntningar på debuten fick Silas med henne på soundtracket till den amerikanska långfilmen House Party 2 vilket resulterade i "Candlelight and You" – en duett med Keith Washington. Moore var även gästartist på El DeBarges singel "You Know What I Like" som nådde femtondeplatsen på den amerikanska R&B-topplistan.

## Komposition och teman
Precious är ett R&B-album som lånar influenser från blues, jazz och pop med tillbakalutade, mjuka och atmosfäriska ballader. Några av kompositionerna innehåller även influenser av new jack swing. De långsamma låtarna tillhör genren quiet storm och beskriver olika former av förälskelse. Webbplatsen Soul Bounce ansåg att Precious var riktad till en målgrupp som föredrog radiovänlig, lättlyssnad hiphop och R&B och att Moores röst passade låtmaterialet.
Albumets första spår, "Love's Taken Over", är en midtempokomposition som skrevs av Moore och producerades av Law. Den har en stark basgång med Moores sång som beskrevs som "soulberikad". Texten beskriver en förälskelse där hon sjunger: "Baby I'll show you/ How it feels to live in ecstasy/ Now that love's taken over". Titelspåret "Precious" har omskrivits som en subtil ballad medan Benfords "It's Alright" beskrivits som en typisk slow jam med fingerknäppningar, vemodigt piano och anspråkslös basgång. Soul Bounce menade att Moores sopran i låten "viskade och vaggade" en älskare till att känna sig trygg och Moore sjunger: "Relax your mind, we can be free together/ Take our time, even through the tears". "As If We Never Met" är en ballad medan "Candlelight and You" beskrivits som en "romantisk" och "passionerad" komposition, tillsammans med den amerikanska sångaren Keith Washington.
Tidskriften Rolling Stone skrev att albumets enda upptempo-låt, "Who Do I Turn To" hade ett "medryckande" groove Texten till låten beskriver ett ensidigt förhållande där Moores partner inte erbjuder något stöd. Under låtens brygga sjunger hon: "You wanted me to love you/ Oh, baby, you succeeded/ But you're still telling me lies/ And making me cry - I don't need it". "I Wanna Love (Like That Again)" har beskrivits som en "lugn" och "lekfull" bossa nova med "lättsamma" brasilianska beats. Texten handlar om förlorad troskyldighet efter en misslyckad kärleksrelation. "Sexy Thang" har i sin tur beskrivits som en passionerad ballad. Winans "Because You're Mine" jämfördes med musik utgiven av Will Downing och är albumets enda gospelinfluerade låt. Precious avslutas med remixen "Love's Taken Over (Quiet Storm Mix)" som saknar originalets bas och beats.

## Skivomslag och visuella teman
För att utveckla Moores image inledde Silas ett nära samarbete med Glen Lajeski, MCA:s vicepresident för "artistic development". De ville ge henne en "funkig och elegant" stil: "en artist med klass och raffinemang som samtidigt går att relatera till". Debutvideon "Love's Taken Over" filmades i Paris.
Skivomslaget för Precious fotograferades av Ann Elliott Cutting som tidigare fotograferat omslag för bland andra Patti LaBelle och Lorenna McKennitt. Omslaget går genomgående i varma gula toner. Framsidan består av en närbild på Moores ansikte som är i skärpa medan resten av hennes synliga kropp är ur fokus. Hon tittar in i kameran med ett lätt leende och håller upp sina armar över huvudet. På baksidan av albumet är Moore fotograferad på en strand intill en klippa. Hon står i profil och tittar över axeln med ett stort leende. Hon bär en gulvit blus som är uppknäppt och en blommig lång kjol. Moore sminkades av Melvone Farrell medan Teri Heilprin var hårstylist och Ilene Weingard var art director och formgav omslaget.

## Lansering och marknadsföring
"Det senaste året har inneburit hårt arbete! Jag måste säga att Louil, alla på Silas, MCA och Fred (Moores manager) har ansträngt sig extra mycket för att det här ska bli ett bra samarbete. Det som uppmuntrat mig mest är allmänhetens reaktion, att få kontakt med människor. Det är otroligt att möta en publik som känner min musik. Det är något jag drömt om så länge."
Standardversionen och bonusspårsversionen "Club Edition" gavs ut på CD, kassett och vinylskiva den 20 september 1992. Före lanseringen av albumet anordnade Silas en rad förhandsvisningar för Uni Distribution, anställda på MCA, och för radio och press i flera amerikanska städer  och fortsatte därefter att marknadsföra albumet under mer än ett år. David Nathan från Billboard skrev att sättet skivbolaget hanterade lanseringen var "imponerande" och ett praktexempel på ett "åtagande" från bolagets sida. Marknadsföringen inleddes 1 juni 1992 med en landsomfattande konsertturné tillsammans med den amerikanska gruppen Portrait. Moore framträdde två gånger på The Today Show, vid en hyllning av Tina Turner på The Essence Awards, på musikprogrammet Soul Train samt på prisceremonin Soul Train Music Awards. I september 1992 sändes en 60 minuter lång konsertspecial med Moore på BET – den första i sitt slag på kanalen. Konserten, med titeln Candlelight and You: Chanté Moore Live, sändes i repris två gånger och sex minuter av den sändes även på ABC.
Den afroamerikanska TV-kanalen BET hade en central roll i Moores PR-kampanj. Kanalen sände "bakom kulisserna"-material, musikvideoinspelningar och klipp av henne på olika tillställingar, däribland releasefesten för Bobby Browns studioalbum Bobby (1992). Hon medverkade även på flera av kanalens program, däribland Video Soul, Screen Time och Teen Summit. Moore fick ytterligare sändningstid på andra kanaler, som i musikprogrammen Showtime at the Apollos, MTV's Fade to Black, Friday Night Videos, Ebony / Jet Showcase och Rosie Perez' HBO-special Society's Ride. Internationellt medverkade Moore tillsammans med George Duke i augusti 1992 på Jazzfestivialen i Montreux. Hon gjorde tre utsålda spelningar på Jazz Café i London och uppträdde på Midem i Cannes under en hyllningskonsert till Marvin Gaye. I juni 1993 recenserade Dennis Hunt från Los Angeles Times Moores konsert på Henry Fonda Theatre. Spelningen led av tekniska ljudproblem vilket gjorde att hon till en början inte kunde sjunga några låtar. Hunt beskrev hur Moore då anpassade sig till situationen och istället förvandlade tillställningen till en "skrattfest", med "skämt efter skämt". Om Moores framträdande skrev Hunt: "Trots att det var svårt att höra, kan Moore verkligen sjunga. Likt Mariah Carey och den avlidne Minnie Riperton, kan hon använda sitt stora omfång och leverera höga tonarter som ger gåshud." Han fortsatte: "Men det är bara teknikaliteter. Moore kan också vara en livfull, spännande sångerska som lyfter fram låttexter med innerlig uppriktighet och övertygande frasering, vilket hon gjorde på sin bästa låt, 'As If We Never Met'."

### Singlar
Radiostationer i Boston, Buffalo och Washington, D.C. fick förtur att spela albumets huvudsingel "Love's Taken Over". Tre veckor efter den stora radiopremiären hade låten placerat sig på 63 spellistor. Den blev en topp-tjugo hit på amerikanska R&B-listan Hot R&B/Hip-Hop Songs där den låg 33 veckor och nådde som bäst plats tretton. På radiolistan R&B/Hip-Hop Airplay nådde den sjundeplatsen. Låten gick in på mainstreamlistan Billboard Hot 100 och nådde plats 86. "It's Alright" skickades till amerikanska Urban AC-stationer som albumets andra singel den 5 februari 1993. Den 12 februari samma år rapporterade R&R Magazine att låten var en av veckans mest tillagda ("Most Added") i radioformatet. Följande vecka spelades hade singeln "heavy rotation" på 64% av USA:s urbana-muiskstationer. "It's Alright" nådde som bäst plats tretton på Hot R&B/Hip-Hop Songs och låg på listan i tjugo veckor.
"As If We Never Met" gavs ut som albumets tredje singel. Den 22 maj 1993 framförde Moore låten live på galan Divas: Simply Doing It som samlade in pengar för personer med aids, där Moore fick stående ovationer av publiken. "Who Do I Turn To" gavs ut som albumets fjärde och sista singel och nådde i september 1993 plats 72 på R&B/Hip-Hop Airplay.

## Mottagande
Precious fick positiv kritik av många musikjournalister. Allmusic gav albumet btyget tre och en halv av fem möjliga och lyfte fram "Love's Taken Over", "It's alright" och "Who Do I Turn To" som skivans bästa spår. Paul Verna från Billboard lyfte fram Moores sång och ansåg att hennes sopran levererade "maximalt" med känslor samtidigt som den var "lätt som en bris". Den brittiska tidskriften Blues and Soul beskev Precious som en "grymt bra debut" och lyfte också fram Moores sång. Kritiken skrev: "Det här är inte snabbmatsmuzak av ännu en dansmusik-sångerska – det här är 'riktig musik' framförd med stil och mycket soul."
Tidskriften Rolling Stone gav albumet fyra av fem stjärnor och skrev: "Det bästa men den nuvarande återupplivningen av 'riktiga' sångare inom svart pop är fokuset på ypperlig bakgrundssång, komplexa musikaliska teman och raffinerade och genomtänkta låttexter. Alla dessa delar finns i överflöd på Chanté Moores anmärkningsvärda debut Precious." Recensenten sammanfattade: "Chanté Moores superba sång och låtskrivande kommer definitivt tillfredsställa lyssnarna." Dennis Hunt från Los Angeles Times var mindre positiv och ansåg att materialet på albumet inte var på samma nivå som Moores sångteknik. Ismo Tenkanen från webbplatsen Soul Express beskrev Moores sång som "precis lika fräsch och spännande som hennes yttre". Han beskrev albumet som en "rätt imponerande samling låtar" och avslutade: "En förträfflig debut och helt klart annorlunda jämfört med vanliga förutsägbara mainstream-produktioner."

### Priser och nomineringar
| År   | Ceremoni           | Kategori                  | Mottagare   | Resultat |
| ---- | ------------------ | ------------------------- | ----------- | -------- |
| 1992 | NCAAP Image Awards | Outstanding Female Artist | Henne själv | Vann     |

### Senare recensioner

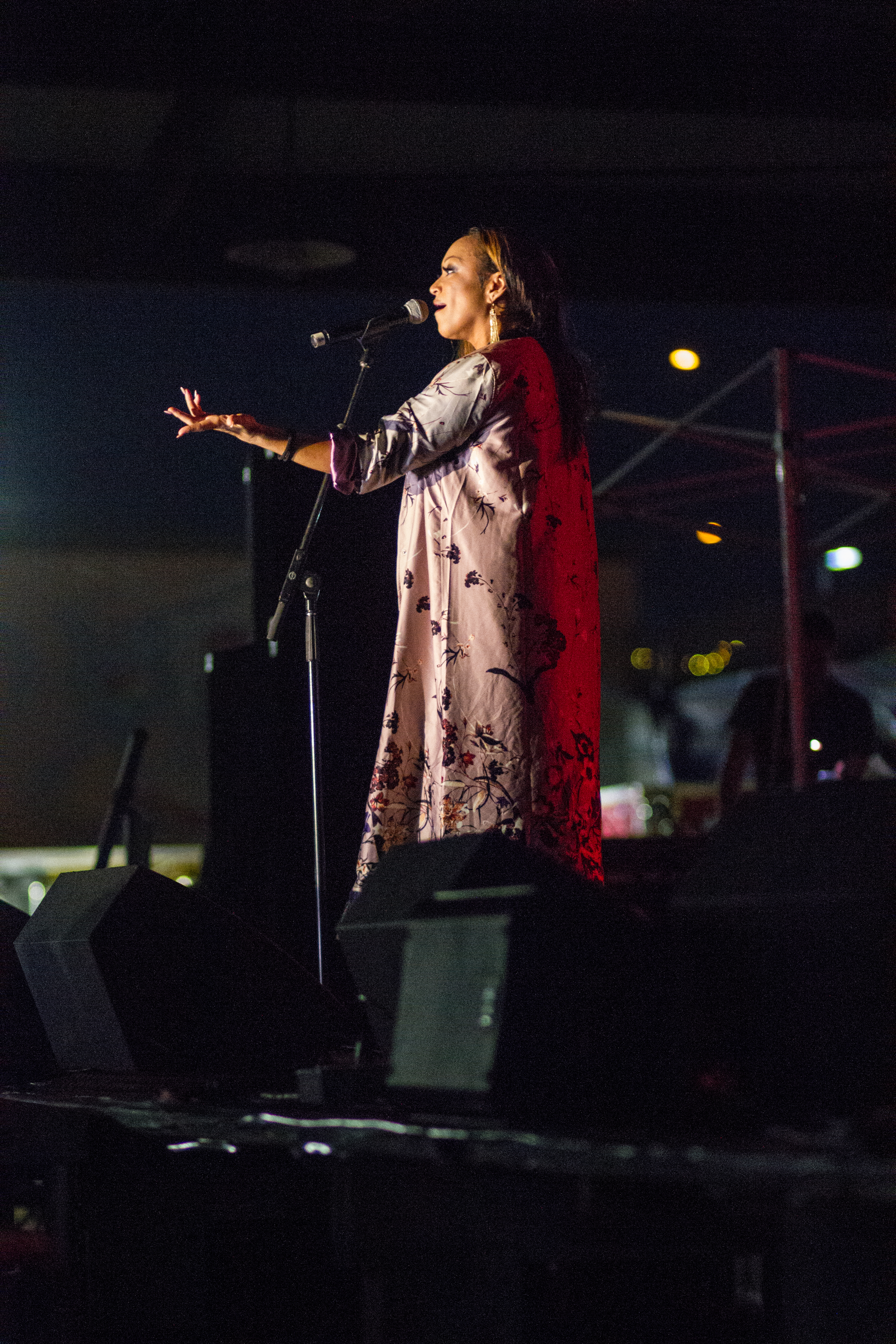
Moore uppträder den 17 juni 2018.

År 2008 skrev David Nathan från Blues and Soul: "Ända sedan hon började spela in musik för den numera avlidne Louil Silas Jr. har hon varit känd för att göra kvalitativ musik. Ingen sliskig sång eller utmanande musikvideos utan istället musik med en tidlös känsla." Han fortsatte: "Jag kan fortfarande lyssna på Chantes tidiga album, i synnerhet hennes debut Precious, och bli överlycklig över skönheten i hennes röst, tonomfånget och själfullheten i låtar som min personliga favorit "As If We Never Met" men även i 'Love's Taken Over' och 'It's Alright'." Soul Bounce omskrev albumet 2012 och menade att det inte direkt satte "världen i brand" men ändå visade upp Moores talang och mångsidighet. Texten avslutades med: "Det är inte förvånande att hon fortfarande är aktiv i [musik]industrin, till skillnad från många andra lättglömda R&B-stjärnor från 1990-talet. Vare sig det är på ett stort skivbolag eller som indieartist kommer Chanté alltid att glänsa."

## Försäljning och eftermäle
Precious hamnade på plats 101 på amerikanska albumlistan Billboard 200 och på plats 20 på förgreningslistan Top R&B/Hip-Hop Albums. Trots de låga noteringarna lågalbumet kvar länge – hela 27 veckor på Billboard 200 och 61 veckor på R&B-listan. I juli 1993 rapporterade MCA att albumet närmade sig 400 000 sålda exemplar. Albumet fick en guldskiva av Recording Industry Association of America (RIAA) den 14 november 1994.
Marc Weingarten från den amerikanska tidskriften Vibe ansåg att Precious bevisade att Moore var en "kraft att räkna med" men albumet blev Moores enda som sålde så bra. Vibe menade att det berodde på Moores svårigheter att nå framgång utanför subgenren quiet storm, hos den yngre urbana musikpubliken. Efter Precious fortsatte hon sin karriär med uppföljaren A Love Supreme (1994) som inte ansågs ha debutalbumets kvaliteter. Senare album som This Moment Is Mine (1999) och Exposed (2000) gav henne dock epitet "drottning av quiet storm". I november 2022 framförde Moore ett medley vid Soul Train Music Awards för att fira albumets 30-årsjubileum. Hon framförde "Love's Taken Over" tillsammans med flera bakgrundsdansare, innan framträdandet övergick till "It's Alright". Moore sjöng en avskalad version av låten tillsammans med multiinstrumentalisten Adam Blackstone på piano. Hon avslutade framträdandet med signaturmelodin "Chanté's Got a Man" från 1999.

## Låtlista
| 1.           | "Love's Taken Over"                                | Chanté Moore Simon Law                  | Patches Law   | 6:39  |
| 2.           | Precious                                           | Carol Duboc Darrell Smith               | George Duke   | 5:52  |
| 3.           | "It's Alright"                                     | Moore Vassal Benford                    | Benford       | 5:37  |
| 4.           | "Finding My Way Back to You"                       | Darryl Ross Diane Quander               | Duke          | 4:51  |
| 5.           | "Listen to My Song"                                | Moore Jay Lincoln                       | Duke          | 5:30  |
| 6.           | "As If We Never Met"                               | Jud Friedman                            | Duke          | 3:25  |
| 7.           | "Candlelight And You" (featuring Keith Washington) | Moore Phillip L. Stewart II Tony Haynes | Laney Stewart | 5:19  |
| 8.           | "Who Do I Turn To"                                 | Moore Stewart II Haynes                 | Stewart       | 4:42  |
| 9.           | "I Wanna Love (Like That Again)"                   | Moore Michael J. Powell Vernon Fails    | Duke          | 5:07  |
| 10.          | "Sexy Thang"                                       | Moore Rodney Fareed Purdy               | Duke          | 5:46  |
| 11.          | "Because You're Mine"                              | BeBe Winans                             | Winans        | 4:24  |
| Total längd: | Total längd:                                       | Total längd:                            | Total längd:  | 57:75 |

| 12.          | "Love's Taken Over (Quiet Storm Mix)" | Moore Law    | Patches Law  | 6:40  |
| Total längd: | Total längd:                          | Total längd: | Total längd: | 64:15 |

## Medverkande
Information hämtad från Allmusic

### Musiker
- Gerald Albright – saxofon
- Ross Anderson – bas, gitarr
- Gary Barnacle – saxofon
- Harvey Brough – arrangör, strängarrangör
- Vassal Benford – arrangör, kompositör, musikinstrument (flera), producent
- Cedric Caldwell – arrangör, keyboards
- Victor Caldwell – bas, synt
- Stanley Clarke – bas, bas (akustisk)
- Paulinho Da Costa – slagverk
- George Del Barrio – arrangör, strängarrangör
- Carol Duboc – arrangör, sångarrangemang, låtskrivare
- George Duke – bas, Bells, trummor, valthorn, gästartist, horn, keyboards, moog bas, orgel, slagverk, piano, producent, strängar, synclavier trummor, synt
- Corine Duke – assisterande producent
- Jud Friedman – kompositör
- Everette Harp – saxofon (alt)
- Tony Haynes – medverkande producent, kompositör
- Joe Hogue – trummor
- Paul Jackson, Jr. – gitarr
- Brian Kilgore – slagverk
- Simon "The Funky Ginger" Law – kompositör, keyboards, piano, producent, strängarrangör
- Simon A. Law – arrangör, piano, producent, programmerare
- Chanté Moore – arrangör, kompositör, melodiarrangemang, artist, sångarrangemang, sång, bakgrundssång
- Fred Moultrie – chefsproducent
- Jeff Scantlebury – slagverk
- Louis Silas, Jr. – chefsproducent, producent, sång
- Laney Stewart – arrangör, kompositör, producent, programmerare , rytm, rytmarrangemang, sekvenser, strängarrangör, sångarrangemang
- Louis Jr. Upkins – assisterande producent
- "Ready" Freddie Washington – bas
- Keith Washington – gästartist, sång
- Kirk Whalum – saxofon (tenor)
- Eugene Wilde – bakgrundssång
- BeBe Winans – arrangör, producent, sångarrangemang, bakgrundssång
- Patches – producent

### Ljudtekniker
- Victor Caldwell – ljudteknik
- Louis Silas, Jr. – ljudmixning
- Laney Stewart – ljudteknik
- Kevin Becka – assisterande ljudteknik
- Ronnie Brookshire – ljudteknik
- Linda Carr – assisterande producent
- Tracy Chisholm – assisterande ljudteknik
- Lance Collier – ljudteknik
- Kevin Fisher – assisterande ljudteknik
- Victor Flores – ljudteknik, ljudmixning
- Lee Hamblin – ljudteknik, ljudmixning
- Marty Hornberg – assisterande ljudteknik, ljudteknik
- Kimm James – assisterande ljudteknik
- Jeff Lorenzen – ljudteknik
- Pat McDougal – assisterande ljudteknik
- Shawn McLean – assisterande ljudteknik
- Alan Myerson – ljudmixning
- David Parker – assisterande ljudteknik
- Herb Powers – mastering
- Eric Rudd – assisterande ljudteknik
- Eric Sproull – ljudteknik
- Dave Way – ljudteknik, ljudmixning
- Erik Zobler – ljudteknik, ljudmixning

### Övriga medverkande
- Judi a Acosta – projektkoordinatör
- Judi Acosta-Stewart – projektkoordinatör
- Ann Elliott Cutting – fotografi
- Melvone Farrell – smink
- Teri Heilprin – hårstylist
- Ilene Weingard – art direction, design

## Topplistor
| Lista (1992)                           | Högsta position |
| -------------------------------------- | --------------- |
| USA Billboard 200                      | 101             |
| USA Heatseekers Albums (Billboard)     | 19              |
| USA Top R&B/Hip-Hop Albums (Billboard) | 20              |

## Certifikat
| USA (RIAA)                             | Guld | 500 000^ |
| ^ avser siffror baserade på certifikat |      |          |

## Utigvningshistorik
| Land                    | Datum              | Utgåva                | Format                         | Skivbolag  | Ref.   |
| ----------------------- | ------------------ | --------------------- | ------------------------------ | ---------- | ------ |
| USA                     | 20 september 1992  | Club Edition          | CD, kassett, vinyl             | Silas, MCA | [ 1 ]  |
| USA                     | 20 september 1992  | Standard              | CD, kassett, vinyl             | Silas, MCA | [ 39 ] |
| Europa, Tyskland, Japan | (Okänt datum) 1992 | Standard              | CD, kassett, vinyl             | Silas, MCA | [ 40 ] |
| USA                     | 6 september 2000   | Standard (återutgåva) | CD                             | MCA        | [ 1 ]  |
| Internationellt         | 8 december 2006    | Club Edition          | Digital nedladdning, streaming | MCA        | [ 41 ] |